# Asia Carrera
Asia Carrera, nome artístico de Jessica Andrea Steinhauser (Nova Iorque, 6 de agosto de 1973), é uma ex-actriz de filmes pornográficos. Também tem créditos em seus filmes como Asia ou Jessica Bennett.

## Biografia
Iniciou sua carreira em 1993 e retirou-se em 2003, tendo feito cerca 370 filmes. Ela é filha de pai japonês e mãe alemã.
Durante sua infância, estudou piano e se apresentou no Carnegie Hall por duas vezes antes de completar 15 anos. Aos 16 anos de idade, fugiu de casa por sentir que seus pais impunham pressão acadêmica demasiada sobre ela. Ela alega possuir um QI testado de 155 e é a única integrante da sociedade Mensa International a ter atuado como atriz de filmes pornográficos.
Ela se casou com o diretor de filmes pornográficos Bud Lee Jeff Lundin em 27 de fevereiro de 1995 e se divorciou em 29 de setembro de 2003, após longo processo de separação.
Ela declarou ter escolhido o pseudônimo Asia Carrera a partir do sobrenome da atriz Tia Carrere, intencionalmente alterando sua grafia por razões legais.
Ela se autodescreve como uma nerd do pornô, tendo uma presença activa na internet. Ela proclama ter feito seu próprio website, incluindo o código e editando as imagens. Também se confessa uma fã da marca Corvette.
Asia Carrera casou-se com o nutricionista e escritor Don Lemmon em 19 de dezembro de 2003. Eles se mudaram para o estado de Utah e tiveram uma filha chamada Catalina, que nasceu no dia 4 de março de 2005.
Ao voltar de uma viagem a Las Vegas no dia 10 de junho de 2006, Don sofreu um acidente de carro onde veio a falecer.
Pouco mais de um mês depois, no dia 31 de julho de 2006, Asia Carrera teve seu segundo filho, batizado de Marcio Edward Lemmon III em homenagem ao seu falecido marido.

## Filmografia parcial
- 100% blowjobs # 1, # 2, # 5, # 7, # 20
- Amazing Asians # 1, # 2, # 3, # 4, # 5, # 6, # 7, # 8, # 9, # 11, # 12, # 13, # 15, # 16
- American Dream Girls # 2, # 17, # 18, # 31
- Anal Star # 2, # 3, # 8, # 10
- Aroused # 1, # 2
- Awesome Asians # 10, # 12, # 15, # 24, # 25, # 26
- Babe watch # 2
- Babewatch # 1, # 2, # 14
- Bad ass blondes # 9
- Bad assed blondes # 3, # 5
- Bad girls # 1 - Lockdown
- Bedspread # 2
- Best of the vivid girls # 21, # 24, # 26, # 27
- Big dick little chick # 2, # 5
- Bonnie & clyde # 3, # 4
- Bow down bitches # 1, # 6, # 8
- Canned heat # 1, # 2
- Chasin' pink # 1, # 2
- Diva # 3, # 4
- Dynamite blowjobs # 2, # 7
- Extreme doggie # 1, # 8
- Fuck frenzy # 3, # 4
- Hot 100 # 15, # 16
- Hot fucking sluts # 5, #6
- Imu feast of victims # 1, # 2 - 1st and 2nd night
- Jkp all asian # 1, # 2, # 3
- Just lesbians # 12, # 16
- Killer blowjobs # 7, # 8
- Lip smackin lesbians # 1, # 2, # 7, # 8
- Malibu hookers # 1, # 2
- Naked hollywood # 17, # 18, # 19, # 20, # 21, # 22
- Overtime # 7, # 79, # 81, # 89
- Peep shows # 4, # 29, # 33
- Perfect 10's # 1, # 33
- Perfect pink # 4, # 6
- Perfect ten's # 1, # 33
- Pussy 101 # 1, # 15 - Pussy primer
- Pussy hunt # 29, # 40
- Pussy lickers # 5
- Putting it all behind # 2
- Rodeo ho's
- S.M.U.T. # 4 - The devil thumbed a ride
- Samurai pervert interactive # 2
- Sensual recluse
- Sex #1, # 2
- Sex crazed couples # 7, # 8, # 9
- Shusaku # 1, # 2, # 3
- Shusaku replay # 1, # 2, # 3, # 4
- Sluts from the orient # 1, # 2
- Sodomania slop shots #9, # 11
- Southern comfort # 2
- Spiked heel diaries # 5
- Split screen series # 15
- Subjects of submission # 1
- Sugar walls # 5
- Suite # 18
- Supermodel # 1, # 2
- Supershots # 79, # 80, # 82
- Superstars of lesbianism # 31, # 33, # 41, # 51, # 55
- Sweet little sluts # 5
- Taboo # 13
- Those fucking brunettes # 1, # 7, # 9
- Three way the hard way # 6
- Vivid gold # 14, # 15, # 16
- Web Mistress # 1

## Prêmios e Indicações

### AVN (Adult Video News)
- 2000: Melhor na categoria "Couples Sex Scene" - Filme - Search For the Snow Leopard, Ultimate Pictures/Adam & Eve - (ao lado de James Bonn)[7]

- 1995: Performance Feminina do Ano[7]

- Hall da Fama[8]

### XRCO (X-Rated Critics Organization)
- 2003: Indicada na Categoria "Girl/Girl" - Angel X - Wicked Pictures - (ao lado de Kaylani Lei)